# ハーヴィー・スティーヴンス
ハーヴェイ・スティーヴンス（Harvey Stephens、1901年8月21日 - 1986年12月22日）は、アメリカの俳優。カリフォルニア州ロサンゼルス出身。
| スタブアイコン | サブスタブ | この項目は、まだ閲覧者の調べものの参照としては役立たない、俳優（男優・女優）に関連した書きかけの項目です。この項目を加筆・訂正などしてくださる協力者を求めています（P:映画/PJ芸能人）。 |